# عاطفه (مجموعه تلویزیونی)
عاطفه نام یک مجموعهٔ تلویزیونی به کارگردانی حسن فتحی است که در سال ۱۳۷۳ تولید و از شبکه ۲ پخش گردید.

## خلاصه داستان
عاطفه مددکاری است که بنا به ضرورت شغلی، با افراد مختلف و مشکلاتِ گوناگون آنان آشنا می‌شود و سعی می‌کند تا در حل مشکلات به آنها یاری رساند؛ اما در زندگی خصوصی خود اتفاقاتی رخ می‌دهد و…

## بازیگران و عوامل تولید

### بازیگران
- فخری خوروش
- کتایون ریاحی
- رضا بابک
- آتش تقی‌پور
- رضا فیاضی
- مهری مهرنیا
- ناصر گیتی‌جاه
- مهری ودادیان
- محبوبه مقبلی
- اسماعیل محرابی
- محمدعلی ورشوچی
- شراره یوسف‌نیا
- شهاب عسکری
- محمد عمرانی
- شهین علیزاده
- محمد حاتمی

### عوامل تولید
- کارگردان هنری: حسن فتحی
- کارگردان تلویزیونی: محمود رضایی
- فیلمنامه: علی‌اکبر محلوجیان
- تصویربرداران: سعید مهمانچی، مرتضی ندرلو
- موسیقی: انتخابی
- تهیه‌کننده: سیدمصطفی موسوی
- فرمت تصویر: ویدئویی
- محصول: گروه معارف اسلامی شبکه ۲
- سال تولید: ۱۳۷۳